# Александровск (городской округ)
ЗАТО Алекса́ндровск — административно-территориальная единица в Мурманской области России. В его границах образован одноимённый городской округ.

## Состав ЗАТО
| № | Населённый пункт | Тип населённого пункта        | Население      | Территориальный округ |
| - | ---------------- | ----------------------------- | -------------- | --------------------- |
| 1 | Гаджиево         | город                         | ↘9088 (2023)   | Гаджиево              |
| 2 | Кувшинская Салма | населённый пункт              | ↘0 (2010)      | Гаджиево              |
| 3 | Оленья Губа      | населённый пункт              | ↘1661 (2010)   | Гаджиево              |
| 4 | Сайда Губа       | населённый пункт              | →0 (2010)      | Гаджиево              |
| 5 | Полярный         | город, административный центр | ↘12 154 (2023) | Полярный              |
| 6 | Снежногорск      | город                         | ↗10 023 (2023) | Снежногорск           |

Ранее в состав территориального округа Полярный входили:
- населённые пункты Сетьнаволок, Маяк Палагубский, Маяк Сальный, Маяк Белокаменский, Маяк Великий, Маяк Ретинский, снятые с учёта согласно Закону Мурманской области от 03 ноября 1999 года № 162-01-ЗМО «Об упразднении некоторых населенных пунктов Мурманской области»[9][10].
- н. п. Горячие Ручьи, упразднённый 23 ноября 2009 года «в связи с отсутствием проживающего населения»[11];
- н. п. Ретинское и село Белокаменка, 31 октября 2016 года включённые в состав сельского поселения Междуречье Кольского района.[12]

## Население
| 2010    | 2012    | 2013    | 2014    | 2015    | 2016    | 2017    |
| ------- | ------- | ------- | ------- | ------- | ------- | ------- |
| 42 789  | ↗42 948 | ↗43 029 | ↗43 098 | ↗43 687 | ↗44 175 | ↗44 827 |
| 2018    | 2019    | 2020    | 2021    | 2023    |         |         |
| ↗45 099 | ↗45 488 | ↘45 442 | ↘32 459 | ↘32 232 |         |         |

Гендерный состав
Численность населения, проживающего на территории городского округа, по данным Всероссийской переписи населения 2010 года составляет 42789 человек, из них 21955 мужчин (51,3 %) и 20834 женщины (48,7 %).
Национальный состав
По переписи населения 2010 года из населения муниципального образования 84,0 % составляют русские, 8,0 % — украинцы, 1,6 % — белорусы, 1,1 % — татары, а также 5,3 % других национальностей.
По итогам переписи населения 2020 года проживали следующие национальности (национальности менее 0,1 % и другое, см. в сноске к строке «Другие»):
| Национальность | Численность, чел. | Доля     |
| -------------- | ----------------- | -------- |
| Русские        | 26 061            | 80,29 %  |
| Украинцы       | 1061              | 3,27 %   |
| Татары         | 339               | 1,04 %   |
| Табасараны     | 318               | 0,98 %   |
| Казахи         | 215               | 0,66 %   |
| Белорусы       | 196               | 0,60 %   |
| Чуваши         | 189               | 0,58 %   |
| Лезгины        | 142               | 0,44 %   |
| Башкиры        | 138               | 0,43 %   |
| Азербайджанцы  | 104               | 0,32 %   |
| Аварцы         | 66                | 0,20 %   |
| Марийцы        | 63                | 0,19 %   |
| Армяне         | 60                | 0,18 %   |
| Ногайцы        | 56                | 0,17 %   |
| Даргинцы       | 46                | 0,14 %   |
| Удмурты        | 44                | 0,14 %   |
| Молдаване      | 42                | 0,13 %   |
| Кумыки         | 36                | 0,11 %   |
| Мордва         | 36                | 0,11 %   |
| Тувинцы        | 35                | 0,11 %   |
| Другие         | 3212              | 9,91 %   |
| Итого          | 32 459            | 100,00 % |

## Устав
Устав ЗАТО Александровск принят решением № 19 местного Совета депутатов от 15.04.2009. Свидетельство о государственной регистрации Устава муниципального образования ЗАТО Александровск от 05.06.2009 № RU513430002009001.